# サヨナラ/気まぐれ
『サヨナラ/気まぐれ』（サヨナラ / きまぐれ）は、スガシカオの14枚目のシングル。2003年2月26日発売。

## 解説
- BMGファンハウスのオーガスタレコード移籍後初のシングル。
- 山梨県の山中にある一軒屋に自ら録音機材一式を持ち込み、制作された。
- サヨナラは2002年に逝去したスガの父親に向けて作られた歌である。

## 収録曲
（全作詞・作曲・編曲：スガシカオ）
1. サヨナラ
2. 気まぐれ
3. サヨナラ（Backing Track）

## 楽曲の収録アルバム
- SMILE (#1,2、2曲ともアルバム・バージョン)
- ALL SINGLES BEST (#1)
- BEST HIT!! SUGA SHIKAO -2003〜2011- (#1,2、#2のみアルバム・バージョン)